# 黃壽袞
黄寿衮（1860年—1918年），初名中理，字子通，又字补臣，号小冲，又号梦南雷斋，浙江山陰縣（今屬紹興市）斗門鎮人。清末官员、诗人。
光緒二十四年（1898年）戊戌科三甲進士。同年五月，改翰林院庶吉士。光緒二十九年四月，散館，授翰林院檢討。历官河南候补知府。工诗，有《夷门草》、《莫宦草》。《晚晴簃诗汇》收其诗作三首。